# Риттерсхаузен, Эмиль
Эмиль Риттерсхаузен (нем. Emil Rittershausen; 10 января 1852 — 6 мая 1927) — немецкий музыкальный мастер, изготовитель флейт, один из крупнейших германских специалистов в этой области.
Учился ремеслу на фабрике Теобальда Бёма и Карла Мендлера, в 1876 году открыл в Берлине собственное производство. Выставлял инструменты на Всемирных выставках 1893 года в Чикаго и 1904 года в Лондоне, в 1905 г. рекламировал свою фабрику как «самое большое производство флейт в мире». Особой известностью пользовалась золотая флейта, изготовленная Риттерсхаузеном в 1896 году для Эмиля Прилля.